# New Xanagas
New Xanagas é uma vila localizada no distrito de Ghanzi em Botswana. Possuía, em 2011, uma população estimada de 777 habitantes.